# Тенегия
Тенегия (исп. Teneguía) — вулкан на острове Пальма, Канарские острова, Испания.
Находится на юге вулканического массива Кумбре-Вьеха. Вулканический конус появился в результате извержения в 1971 году.

## Извержение 1971 года
Тенегия является источником последнего субаэрального извержения вулкана в Испании, которое произошло с 26 октября по 28 ноября 1971 года. Извержению предшествовали землетрясения. В результате извержения погиб пожилой рыбак, который подошел слишком близко к лаве и задохнулся от испарений. Извержение также причинило некоторый материальный ущерб и разрушило пляж, хотя позже естественным путем был образован новый. Населенные зоны не пострадали. С тех пор это место стало достопримечательностью для туристов и является частью природного памятника Лос-Вулканес-де-Тенегия.